# Pencaer
Pencaer är en community i Storbritannien.   Den ligger i kommunen Pembrokeshire och riksdelen Wales, i den sydvästra delen av landet, 300 km väster om huvudstaden London.
Bebyggelsen i Pencaer är utspridd, den största byn är Llanwnda.